# Mahafalytenus
Mahafalytenus là một chi nhện trong họ Ctenidae.